# John van Vleck
John Hasbrouck van Vleck (Middletown (Connecticut), 13 maart 1899 – Cambridge (Massachusetts), 27 oktober 1980) was een Amerikaans natuurkundige. Voor zijn bijdragen in het begrip van elektronen in magnetische vaste stof kreeg van Vleck in 1977 de Nobelprijs voor de Natuurkunde, samen met Philip Anderson en Sir Nevill Mott. De van Vleck transformaties zijn naar hem genoemd.

## Biografie
Van Vleck werd geboren in Middletown als zoon van de hoogleraar wiskunde Edward Burr van Vleck en als kleinzoon van hoogleraar astronomie John Monroe van Vleck. Hij groeide op in Madison alwaar hij de universiteit van Wisconsin bezocht. In 1920 verkreeg hij er zijn bachelor (B.A.). Aansluitend ging hij naar Harvard waar hij in 1922 zijn doctoraattitel behaalde.
In 1923 werd hij assisterend professor aan de universiteit van Minnesota en aan de universiteit van Wisconsin voordat hij zich definitief vestigde aan de Harvard-universiteit. Gedurende de Tweede Wereldoorlog werkte hij aan radar bij het MIT Radiation Lab en was hij betrokken bij het Manhattanproject. Zo leidde zijn theoretisch werk betreffende atoomsplitsing tot de oprichting van het Los Alamos National Laboratory.

## Werk
Van Vleck was een van de eersten die omstreeks 1930 de toenmalige nieuwe theorie van de kwantummechanica gebruikte voor het verklaren van elektrische en magnetische eigenschappen van vaste stoffen. Hij zette de grondbeginselen neer van de kwantummechanische theorie van magnetisme en de kristalveldtheorie (chemische binding in metaalcomplexen). Hij wordt beschouwd als de vader van moderne magnetisme.
Zo heeft Van Vleck zich onder andere beziggehouden met de wijze waarop het totale magnetisme van een atoom tot stand komt en met de invloed die omringende atomen daarop uitoefenen als het atoom in een kristal ingebouwd is. Behalve hiermee bestudeerde hij ook het magnetische gedrag van ionen van overgangsmetalen, het Jahn-Teller-effect en de lijnvorm van de magnetische resonanties van systemen van spins met zwakke wisselwerking.

## Erkenning
Naast de Nobelprijs in 1977 werd hij eerder al onderscheiden met de National Medal of Science (1966), de Elliott Cresson Medal (1971) van het Franklin Institute en de Nederlandse Lorentzmedaille in 1974.